# Józef Jałowy
Józef Jałowy (ur. 27 grudnia 1885 w Skurowej, zm. 8 lutego 1954 w Rzeszowie) – duchowny rzymskokatolicki, doktor teologii, działacz społeczny.

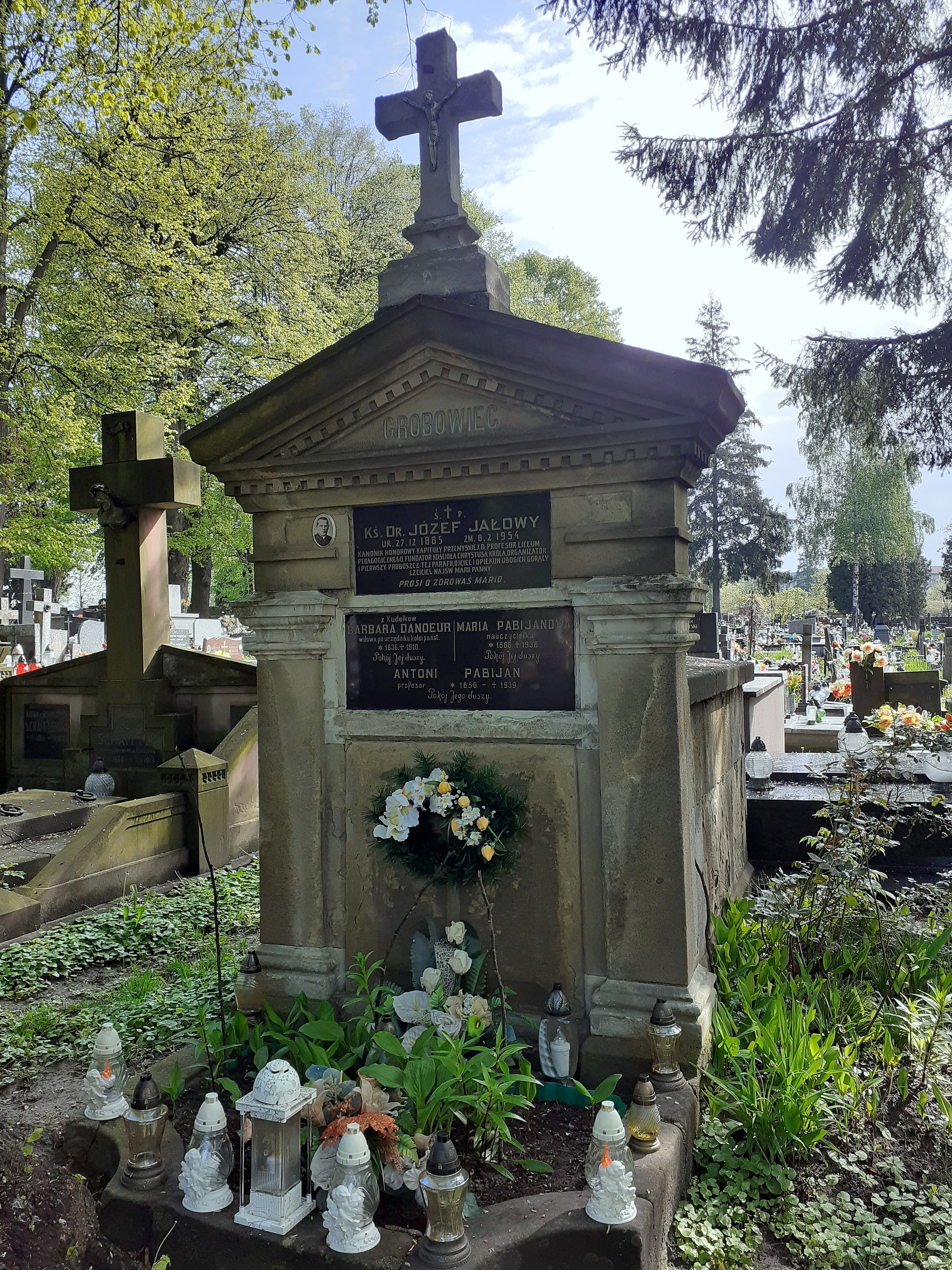
Grobowiec rodziny Pabijanów i ks. Józefa Jałowego

## Życiorys
Urodził się 27 grudnia 1885 roku w Skurowej (należącej do parafii Przeczyca). Był synem Jana i Marii z domu Nawracaj. W 1905 zdał egzamin dojrzałości w C. K. Gimnazjum w Jaśle. 24 czerwca 1909 otrzymał sakrament święceń w Przemyślu. Posługiwał w Mościskach. W 1912 został przeniesiony z posady katechety w seminarium nauczycielskim w Rudniku nad Sanem na stanowisko zastępcy katechety w macierzystym jasielskim gimnazjum. Pracował także w I Gimnazjum w Rzeszowie. Podczas I wojny światowej nie otrzymawszy pierwotnie powołania do wojska, podjął studia na uczelni Höheres Priesterbildungsinstitut (pol. Wyższy Instytut Kształcenia Księży), następnie otrzymał powołanie do wojska i służył jako kapelan w Preszburg, był kapelanem na froncie (kurat polowy c. i k. armii) i jako kapelan rezerwowy posługiwał w Szpitalu Rezerwowym nr 2 w Jarosławiu. Ukończył studia teologiczne na Wydziale Teologicznym Uniwersytetu Lwowskiego, w dniu 2 października 1916 uzyskując stopień naukowy doktora św. teologii. W 1917 zdał egzamin na proboszczów quoad scientiam solam.
Od 1918 służył jako kapelan w garnizonie wojskowym w Rzeszowie. Po odzyskaniu przez Polskę niepodległości został awansowany do stopnia kapelana rezerwy Wojska Polskiego ze starszeństwem z 1 czerwca 1919. W okresie II Rzeczypospolitej pracował nadal w Rzeszowie. Od 1924 był katechetą w tamtejszym Państwowym Seminarium Nauczycielskim Męskim. Przyczynił się do koronacji obrazu Matki Bożej w Przeczycy w 1925. Z posady katechety w Rzeszowie w 1927 otrzymał roczny urlop celem wyjazdu do Ameryki, gdzie przebywał do 1928. Był budowniczym Kościoła Chrystusa Króla w Rzeszowie i objął funkcję jego rektora w 1936. Od 1 stycznia 1949 został proboszczem wydzielonej z parafii farnej parafii Chrystusa Króla w Rzeszowie i pełnił urząd do śmierci. Publikował w czasopismach (np. „Ziemia Rzeszowska”). Zmarł 8 lutego 1954. Został pochowany na tamtejszym cmentarzu Pobitno w Rzeszowie.
Imieniem księdza Jałowego nazwano ulicę w Rzeszowie, przy której umiejscowiony jest wybudowany przez niego kościół. Patronat duchownego nadano Szkole Podstawowej w Przeczycy.

## Publikacje
- Dzieje Przeczycy (1924-1925, trzy tomy)
- Dzieje parafji przeczyckiej z okazji koronacji statuy Matki Boskiej. Cz. 1 (1925)
- Moje wspomnienia[18]
- Kościół katolicki w odrodzonej Polsce. Od czasu wybuchu wojny światowej do najnowszych czasów [w:] Władysław Chotkowski, Historja Kościoła katolickiego. Podręcznik dla szkół średnich (uzupełnił ks. dr Józef Jałowy), Miejsce Piastowe 1931.

## Odznaczenia
- Krzyż Zasługi dla Duchownych Wojskowych II klasy na biało-czerwonej wstędze (1916)[7]
- Expositorium Canonicale (1920)[19]
- Rochettum et Mantolettum (1925)[20]